# Castello di Tabiano
Das Castello di Tabiano ist eine restaurierte mittelalterliche Höhenburg in der kleinen Siedlung Tabiano Castello, einem Ortsteil von Salsomaggiore Terme in der italienischen Region Emilia-Romagna.

## Geschichte
Die ursprüngliche Burg ließ vermutlich die Familie Pallavicini zwischen dem 10. und dem 11. Jahrhundert auf den Resten einer römischen Anlage errichten. Es gibt allerdings keine sicheren Unterlagen über den Bau der Festung, die einigen Geschichtswissenschaftlern zufolge dagegen vom Anfang des 12. Jahrhunderts stammen soll.
1143 teilte der Markgraf Oberto I. Pallavicino seine zahlreichen Besitzungen unter seinen Söhnen auf, wodurch ein langandauernder Streit begann, in den auch das Castello di Tabiano verwickelt war, das Delfino Pallavicino zufiel. 1149 griff dessen Bruder, Guglielmo Pallavicino, und die Truppen der Stadt Piacenza die Festung an. Sie wurden anfangs zurückgeschlagen, auch dank der Hilfe aus Parma und Cremona; es gelang ihnen aber im Folgejahr, die Festung zu erobern, zu plündern und zu zerstören. 1153 wurde die Burg wieder aufgebaut und Delfino erhielt offiziell das Lehen und den Titel eines Markgrafen. Der Friede zwischen den beiden Brüdern wurde 1158 von Kaiser Friedrich Barbarossa im Rahmen der Gesetze von Roncaglia besiegelt.
1180 starb Delfino Pallavicino ohne Nachkommen und hinterließ die Festung den Kanonikern des Domkapitels von Parma, die wenige Jahre später die drei Viertel Bernardo da Cornazzano überließen. 1249 gelangte die Burg wieder in den Besitz der Pallavicini, als der Kaiser des Heiligen Römischen Reiches, Friedrich II., den Markgrafen Oberto II. Pallavicino offiziell darin investierte. Dieser war allerdings 1267, nach einem Angriff der Guelfen von Parma erneut zur Aufgabe der Burg gezwungen.
Anfang des 14. Jahrhunderts gelang es Manfredino Pallavicino, dem Sohn von Oberto II., sich dank der Hilfe der Viscontis aus Mailand wieder in den Besitz der Burg zu bringen, aber er überließ sie den Vettern aus dem Scipione-Zweig der Familie, die sie ihrerseits an den Familienzweig aus Busseto weitergaben. 1374 aber griff Bernabò Visconti, der von dem Verrat profitierte, den Niccolò Pallavicinos hinter seinem Onkel Giacomo, dem Markgraf von Bargone, ausgebrütet hatte, die Festung an und brachte sich in ihren Besitz, um sie 1380 seiner Gattin Beatrice della Scala zu schenken. 1390 verlehnte Gian Galeazzo Visconti die Burg erneut an Niccolò Pallavicino, der aber 1401 durch eine Vergiftung verstarb und all seine Besitzungen seinem leiblichen Sohn Rolando Pallavicino hinterließ. Nach einer lokalen Legende soll der Tod von Niccolò durch die Erscheinung des Geistes seines Onkels Giacomo herbeigeführt worden sein, wogegen seine Vergiftung in Wirklichkeit von einem anderen Familienzweig organisiert wurde, um zu verhindern, dass das Erbe an Rolando fallen würde.
1441 griff Niccolò Piccinino den Stato Pallavicino an mehreren Fronten an und schlug so Pallavicino in die Flucht. All seine Besitzungen konfiszierte Filippo Maria Visconti und investierte 1442 den Condottiere in das Lehen Tabiano und zahlreiche weitere in der Provinz Parma.
Aber 1457 wurde Uberto Pallavicino, der Sohn des verstorbenen Rolando, von Francesco I. Sforza offiziell in das Lehen investiert. Der Familienzweig, dem er vorstand, behielt die Burg etwa drei Jahrhunderte lang; sie erlebte 1636, im Dreißigjährigen Krieg, den letzten Angriff, und zwar durch die Spanier, die aber zurückgeschlagen wurden.
1756 starb der direkte Tabiano-Familienzweig der Pallavicini mit dem Tod von Odoardo aus und das Lehen wurde von der herzoglichen Liegenschaftsverwaltung von Parma konfisziert, die es der Familie Sermattei aus Assisi verlehnte. Das Gebiet blieb jedoch in Besitz der Erben der Nebenzweige der Pallavicini und speziell in dem von Ottavia Pallavicino, die Francesco Maria Landi heiratete. Die beiden Eheleute kauften auch die Burg zurück, die sie ihrem Sohn Gian Battista und ihrem Enkel Ferdinando vererbten. Letzterem folgte seine Schwester Sofia, die Gattin von Graf Ferdinando Douglas Scotti di San Giorgio, nach.
1882 verkaufte Sofia die über 200 Hektar des Anwesens, die imposante, aber verfallene Festung und die umgebende, alte Siedlung an Giacomo und Rosa Corazza, die einen Industriebetrieb in London verwalteten. Das Paar ließ in den folgenden Jahren bedeutende Dekorations- und Restaurierungsarbeiten an der Burg vornehmen.
Ihr Sohn Carlo, der bereits Miteigentümer der Terme Berzieri war, kaufte Anfang des 20. Jahrhunderts ein neues Grundstück, baute die Bauernhäuser um und schuf so ein florierendes, bäuerliches Unternehmen mit Ställen, Scheunen, Bauernhöfen, zwei Käsereien und Lagern für Käse.
Seine Nachkommen erhielten Anfang des 21. Jahrhunderts die gesamte Anlage der Burg und der kleinen Siedlung mittelalterlichen Ursprungs, die sie in einen Hotelbetrieb umwandelten, wobei sie gleichzeitig die Aktivitäten des angrenzenden, landwirtschaftlichen Betriebes aufrechterhielten.

## Beschreibung

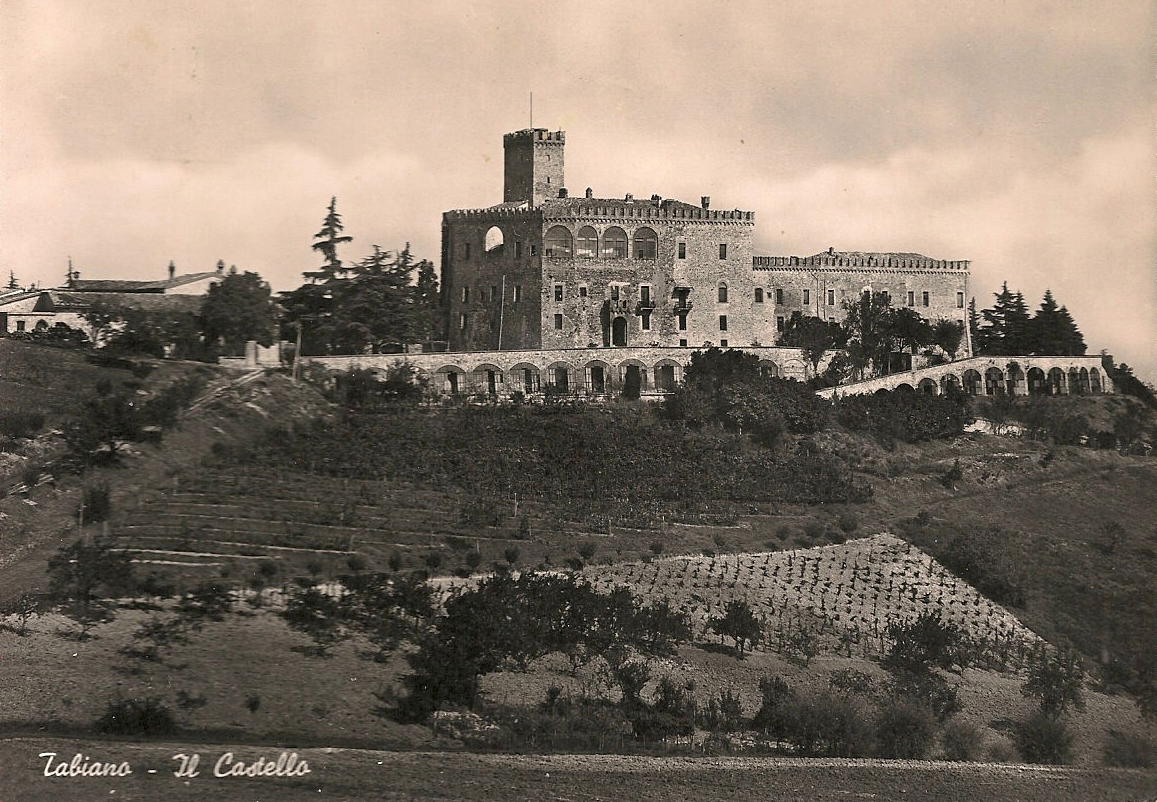
Blick von Süden auf die Burg (1957)

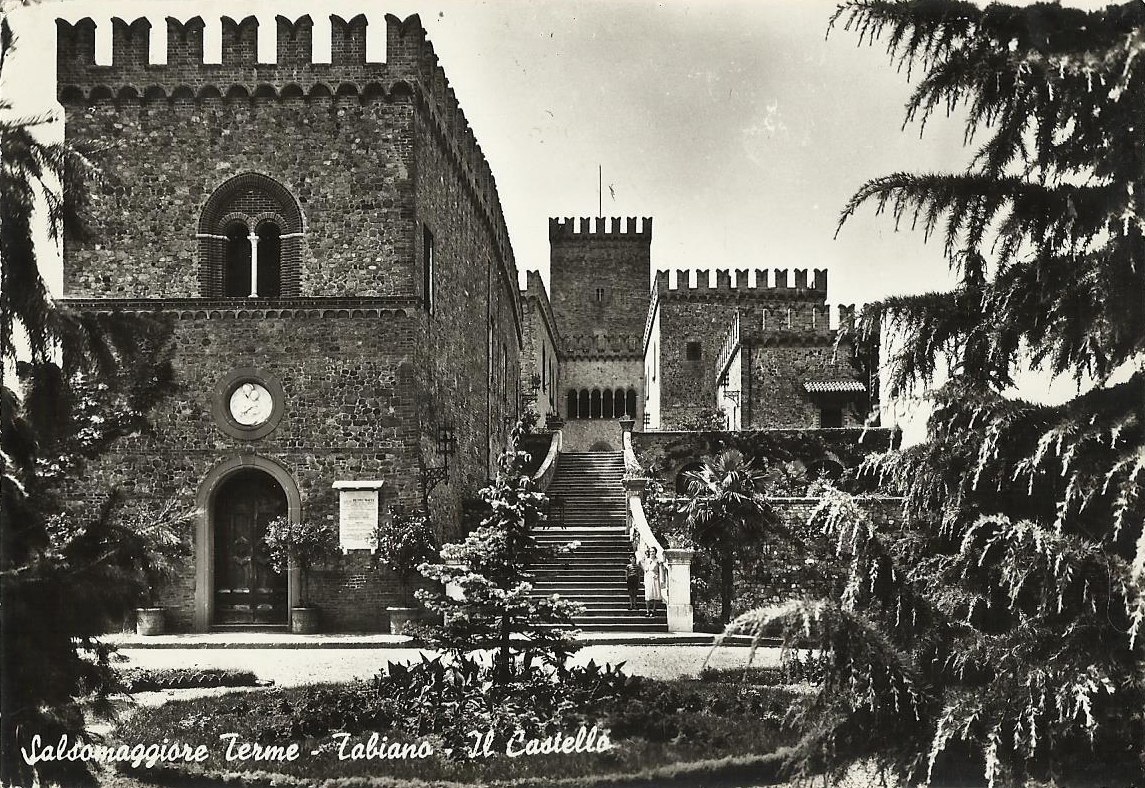
Zugangstreppe zur Burg um 1950

Die große Burg, die das Ergebnis aufeinander folgender Umbauten und Erweiterungen über die Jahrhunderte ist, hat einen fast rechteckigen Grundriss und steht auf einem steilen Bergrücken in der Nähe von Salsomaggiore Terme. Ihre imposante Masse erhebt sich auf dem Felsen, der sich über die umliegenden Täler erhebt, am Waldrand. Der Hauptbaukörper steht in der Mitte der Burg und aus seinem Inneren tritt der hohe Wachturm mit quadratischem Grundriss hervor, der ein außergewöhnlich guter Aussichtspunkt ist.
Die fast gänzlich aus Bruchstein bestehenden Fassaden der verschiedenen Gebäude sind fast vollständig mit ghibellinischen Zinnen bekrönt, auch der alte Eingangsturm. In diesem sind auch heute noch die beiden hohen Schlitze sichtbar, in denen einst die Bolzen der Zugbrücke untergebracht waren, die später durch eine Holzbrücke ersetzt wurde. Am Rand der Burg liegt der älteste Teil der Siedlung, im Inneren der Mauern aus dem 13. Jahrhundert, an deren Ecken die beiden Rundtürme liegen. Die komplexe Struktur der Burg wird durch zahlreiche Terrassen und die Bastionen aus dem 12. Jahrhundert, die in Gärten umgewandelt wurden, verfeinert.
Im Inneren sind zahlreiche Räume mit Dekorationen aus Fresken und Stuck geschmückt, die vorwiegend in der zweiten Hälfte des 19. Jahrhunderts im Zuge des Umbaus der Burg in eine elegante Adelsresidenz realisiert wurden.

### Besucherrundgang
Seit 2016 ist die Burg öffentlich zugänglich und bildet einen Teil des Circuito dei Castelli der Associazione dei Castelli del Ducato di Parma, Piacenza e Pontremoli.
Zu besichtigen sich die alten Gewölbekeller, die mit Stuck und Fresken dekorierten Salons, der Ballsaal, der Wappensaal, die Bibliothek, die Privatkapelle, die Ehrentreppe, die Terrassen, die Gärten und die Porta Rossa.